# باب الوداية
باب الوداية، المعروف أيضا باسم الباب الكبير، هو باب تاريخي لقصبة الوداية في الرباط بالمغرب. يقع الباب، الذي بُني في أواخر القرن الثاني عشر، في الركن الشمالي الغربي من القصبة، صعودًا من المدينة القديمة للرباط. غالبًا ما يتم الاستشهاد بالباب كواحد من أجمل أبواب العمارة الموحدية والمغربية.

## خلفية تاريخية

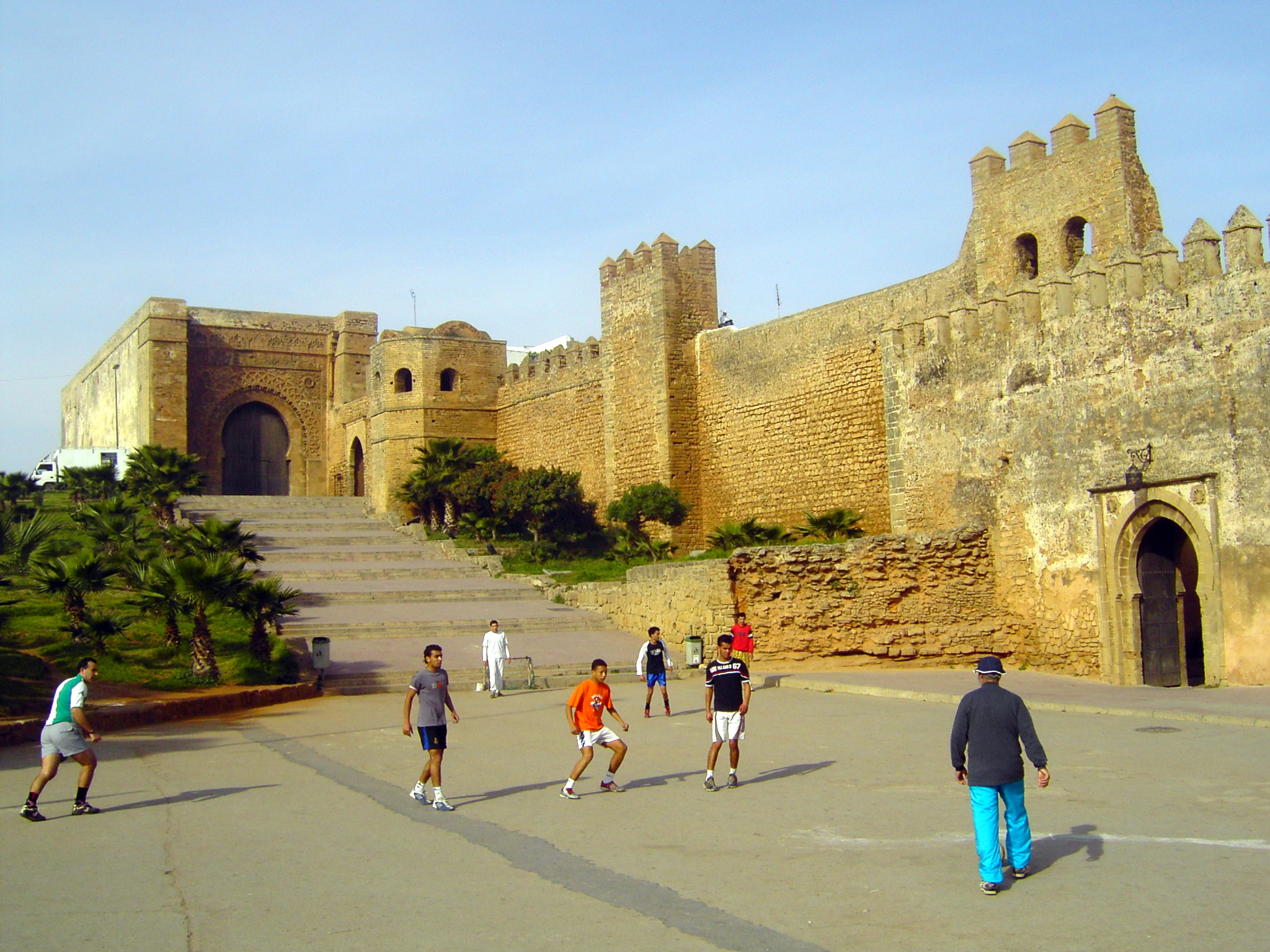
منظر لقصبة الوداية من الجهة المواجهة للمدينة: الباب الكبير يقع أعلى التل جهة اليسار.

في عام 1150 أو 1151، بنى الخليفة الموحّدي عبد المؤمن قصبة جديدة فوق موقع رباط المرابطين السابق على الشاطئ الجنوبي الغربي لنهر أبي رقراق، حيث كان يضم قصرًا ومسجدًا. شرع خليفته، أبو يوسف يعقوب المنصور (1184-1199)، في مشروع ضخم لبناء عاصمة إمبراطورية محصنة جديدة، تسمى المهدية أو رباط الفتح، في الموقع الذي يُعرف الآن بمدينة الرباط، مع أسوار جديدة تمتد على مساحة شاسعة خلف القصبة القديمة. تضمّن هذا المشروع أيضًا بناء مسجد ضخم (تشمل بقاياه صومعة حسان) ومداخل كبرى جديدة بما في ذلك باب الرواح. في القصبة، أضاف المنصور بوابة ضخمة جديدة، هي الباب الكبير، تم إدخالها في الجدران السابقة للقصبة التي بناها عبد المؤمن حوالي عام 1150. تم بناء البوابة في وقت ما بين 1195 و 1199.
بعد وفاة أبو يوسف يعقوب عام 1199، ظلّ المسجد والعاصمة غير مكتملين، وافتقر خلفاؤه إلى الموارد أو الإرادة لإنهائه. أصبحت القصبة نفسها مهجورة بشكل أساسي. يعود اسم «الوداية»، المرتبط الآن بالقصبة، إلى القرن التاسع عشر، على اسم قبيلة الوداية، وهي قبيلة الڭيش (تخدم في جيش السلطان) التي تم طردها من فاس من قبل السلطان العلوي عبد الرحمن في أواخر القرن 18، واستقرت بقاياه في القصبة.

## العمارة
البوابة لها واجهة خارجية (تواجه الجنوب الشرقي باتجاه المدينة) وواجهة داخلية (تواجه الشمال الشرقي على شارع المسجد)، وكلاهما مزخرف بزخارف غنية. كانت البوابة الضخمة احتفالية إلى حد كبير ولم يكن لها قيمة دفاعية تُذكر، بالنظر إلى موقعها بالفعل داخل أسوار المدينة؛ على عكس باب الرواح، البوابة الغربية المزخرفة في أسوار مدينة الرباط، والتي بنيت في نفس الوقت تقريبًا، لم تكن محاطة بأبراج دفاعية حقيقية.
تتميز الزخرفة المنحوتة حول مدخل قوس حدوة الحصان بشريط منحني من الأشكال الهندسية المتداخلة (على وجه التحديد، النمط المعروف باسم الدرج والكتف والذي يشيع رؤيته في العمارة المغربية)، داخل إطار مستطيل مُحاطبإفريز كتابي قرآني بالخط الكوفي. يتضمن النقش سورة الصف (61: 9-13)، التي تحتوي على إشارات إلى الجهاد، بما يتناسب مع دور القصبة كرمز للقوة العسكرية الموحدية. في الزوايا الواقعة بين هذا الشريط المنحني والنقش، نقش من الأرابيسك أو الزخارف الزهرية مع سعف النخيل أو محار مروحي في منتصفها، وفوقها يوجد إفريز آخر منحوت من سعف. علاوة على ذلك، يوجد فوق كل هذا شريط آخر من المنحوتات الهندسية، يوجد على جانبيها اثنان من الطنف المزخرفة، فوق أعمدة مزخرفة، والتي ربما كانت ذات يوم تدعم سقفًا بارزا أو مظلة مغطاة بالبلاط الأخضر. في كلا جانبي قوس حدوة الحصان (في أسفل الشريط المنحني من المنحوتات الهندسية) توجد أشكال تشبه السربنتين على شكل حرف "S"، ربما تمثل أنقليس، وهو عنصر نادر جدًا في العمارة الموحدية أو المغربية. الواجهة الخارجية للبوابة الداخلية، المواجهة للقصبة، لها زخارف منحوتة تشبه إلى حد بعيد زخارف البوابة الخارجية، ولكن مع اختلافات طفيفة في اختيار الأشكال الهندسية.

في الداخل، تحتوي البوابة على ثلاث حُجرات تشكل مدخلا منعطفا، وهي حجرتان مربعتان مغطاة بقباب وحجرة ثالثة مغطاة بعقادة. عند الدخول من البوابة الخارجية الرئيسية، يتم الوصول إلى كل حجرة عن طريق مجموعة سلالم قصيرة. تفتح الحجرة الثانية على البوابة الداخلية، بينما الحجرة الثالثة (نادرًا ما تفتح للزوار) يمكن الوصول إليها من خلال مدخل أصغر من الحجرة الثانية. تتميز القناطر الموجودة داخل الحجرتين الأوليين بمنحوتات هندسية زخرفية مشابهة لمخطط البوابات الخارجية، ولكن بدون باقي الزخارف الواسعة المحيطة بها.

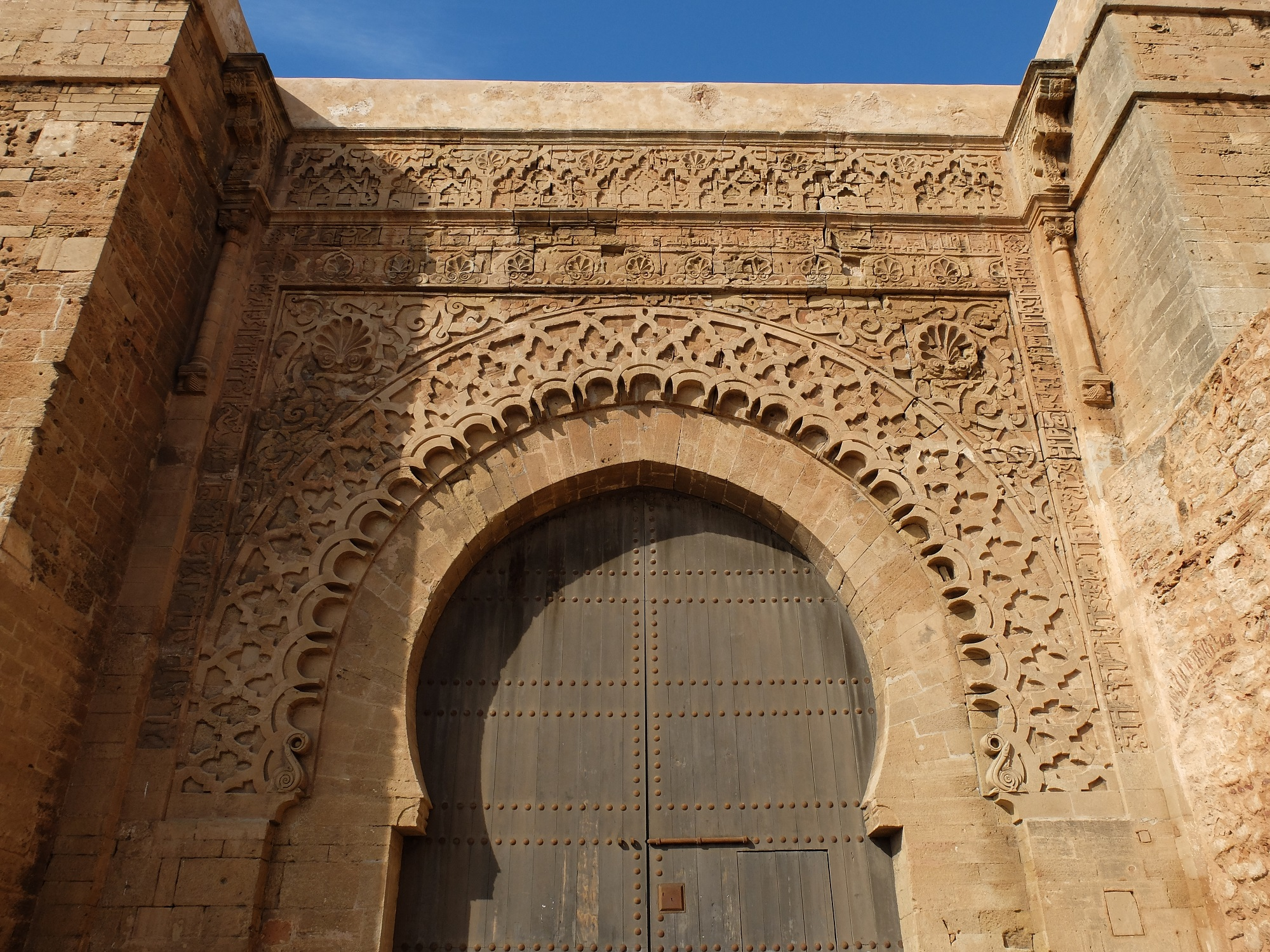
الواجهة الخارجية للبوابة
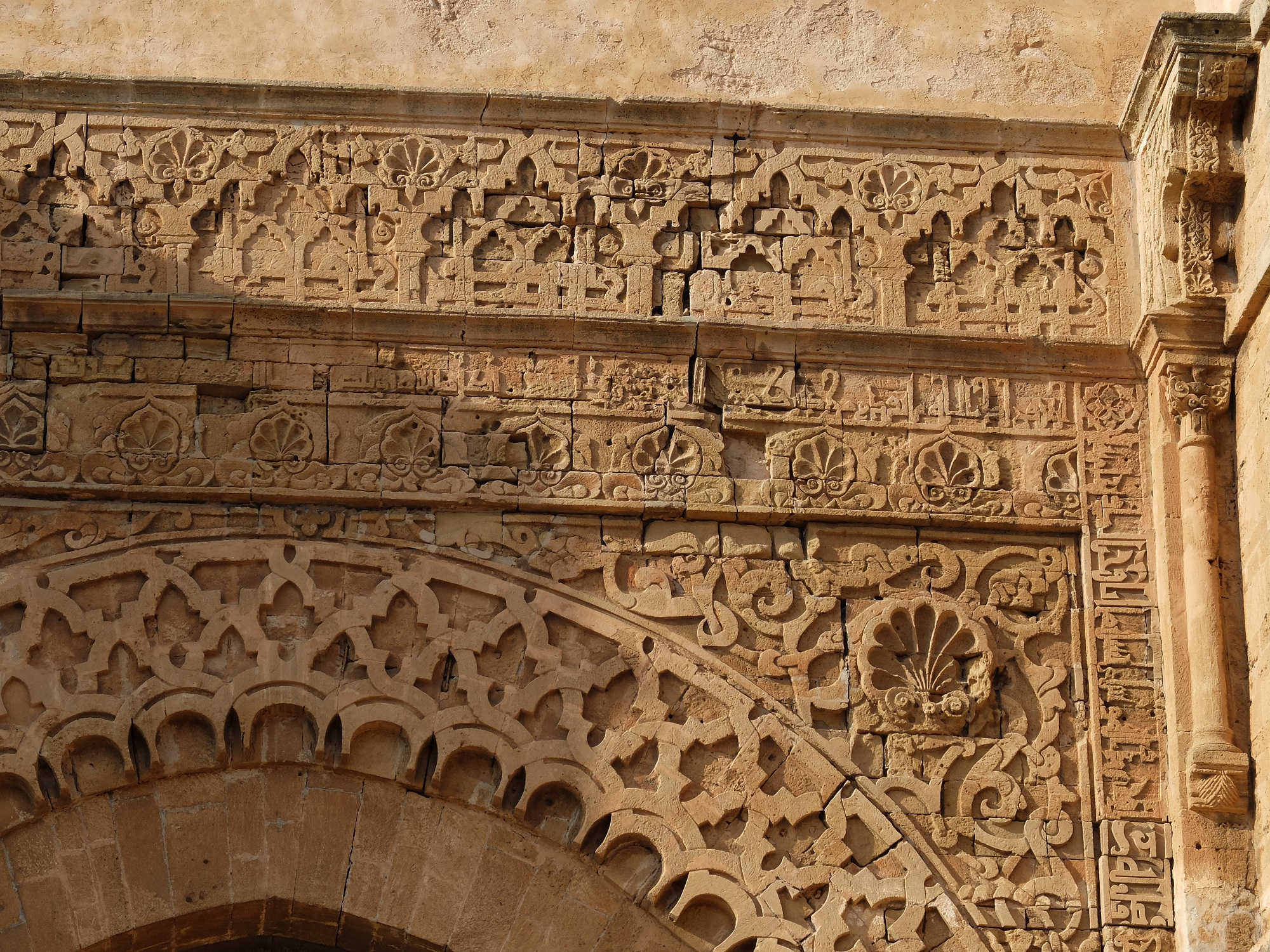
تفاصيل الواجهة الخارجية
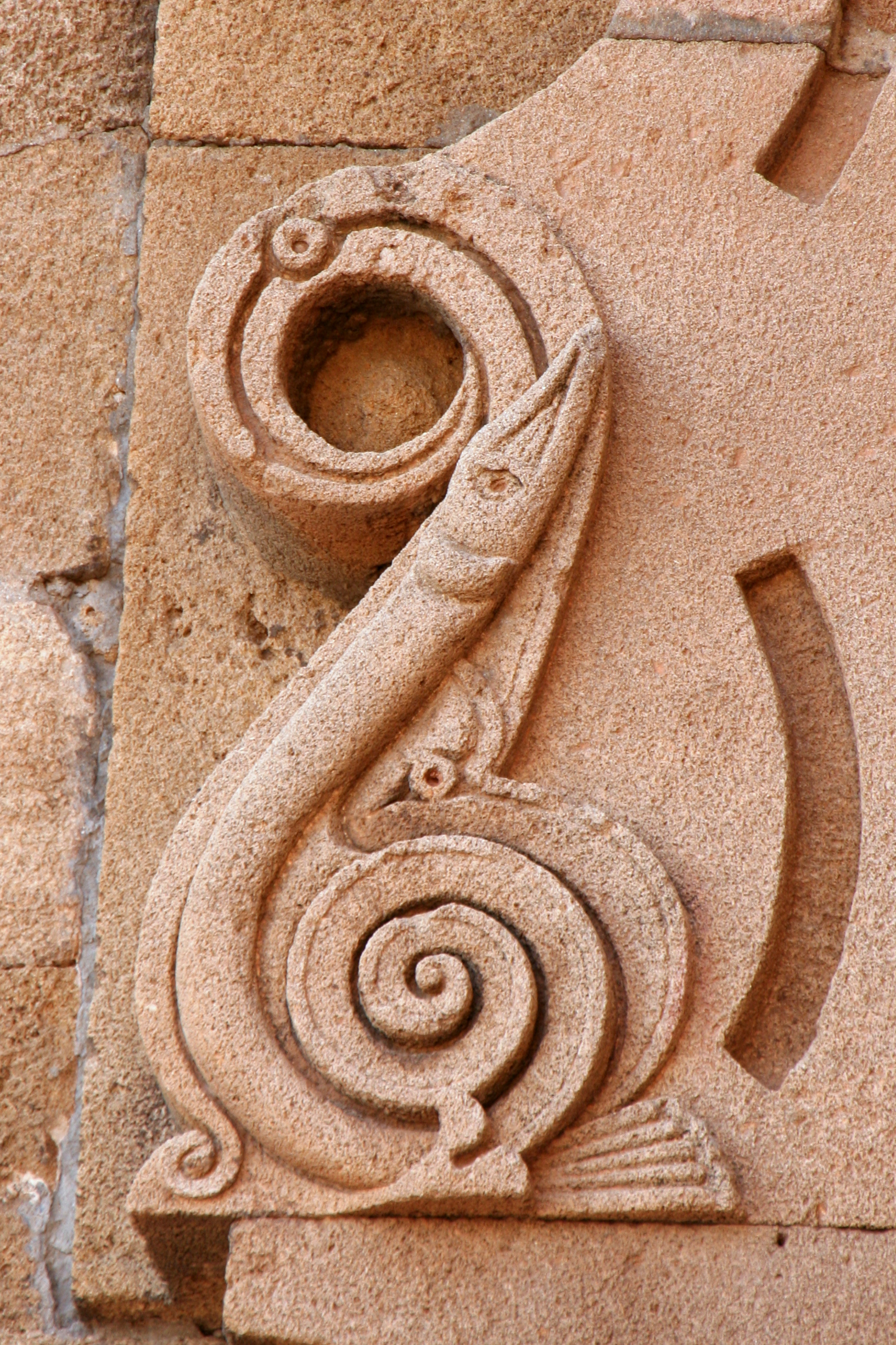
شكل أنقليس في قاعدة الأقواس
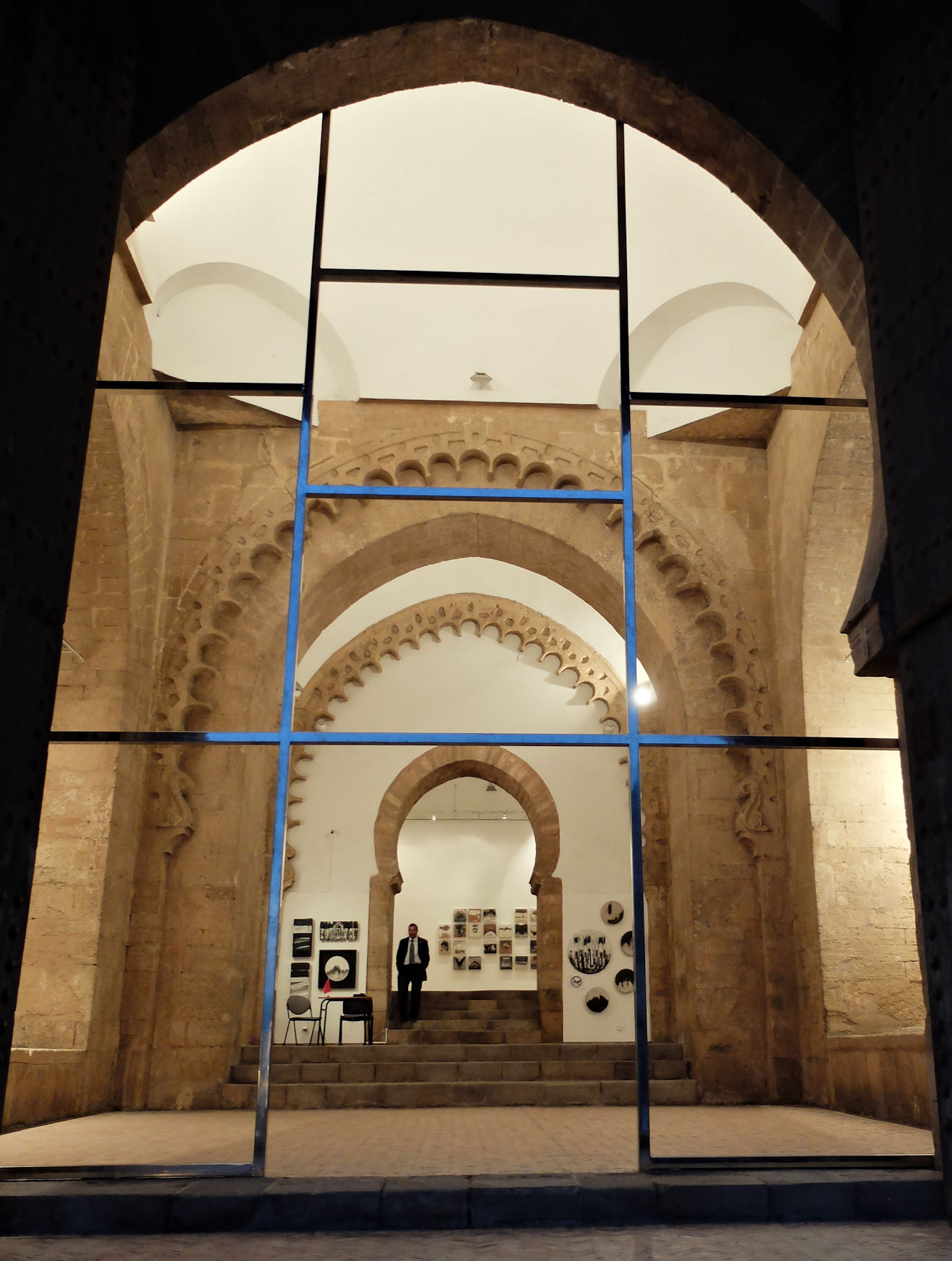
الغرف داخل البوابة (تُرى ليلاً)
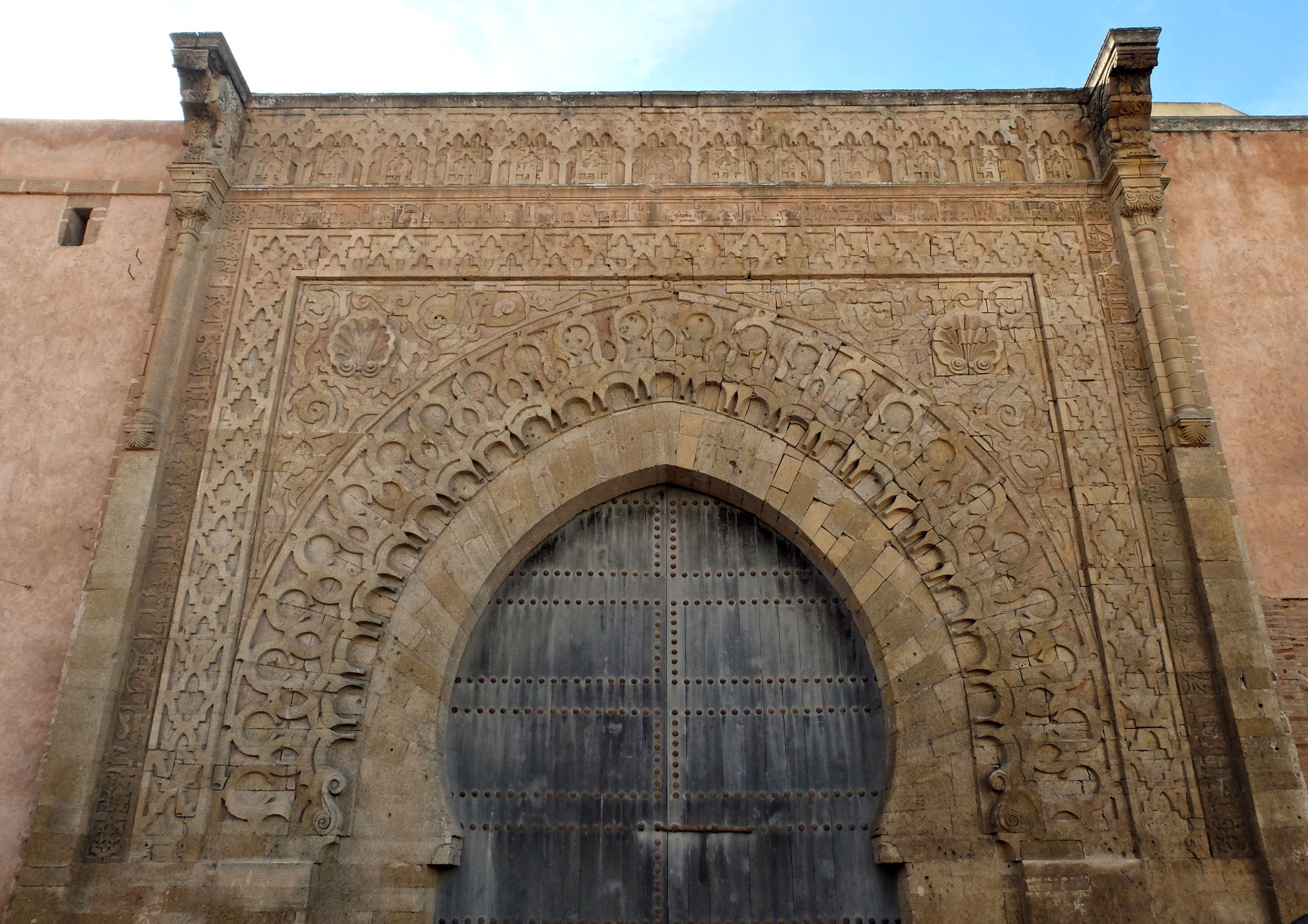
الواجهة الداخلية للبوابة
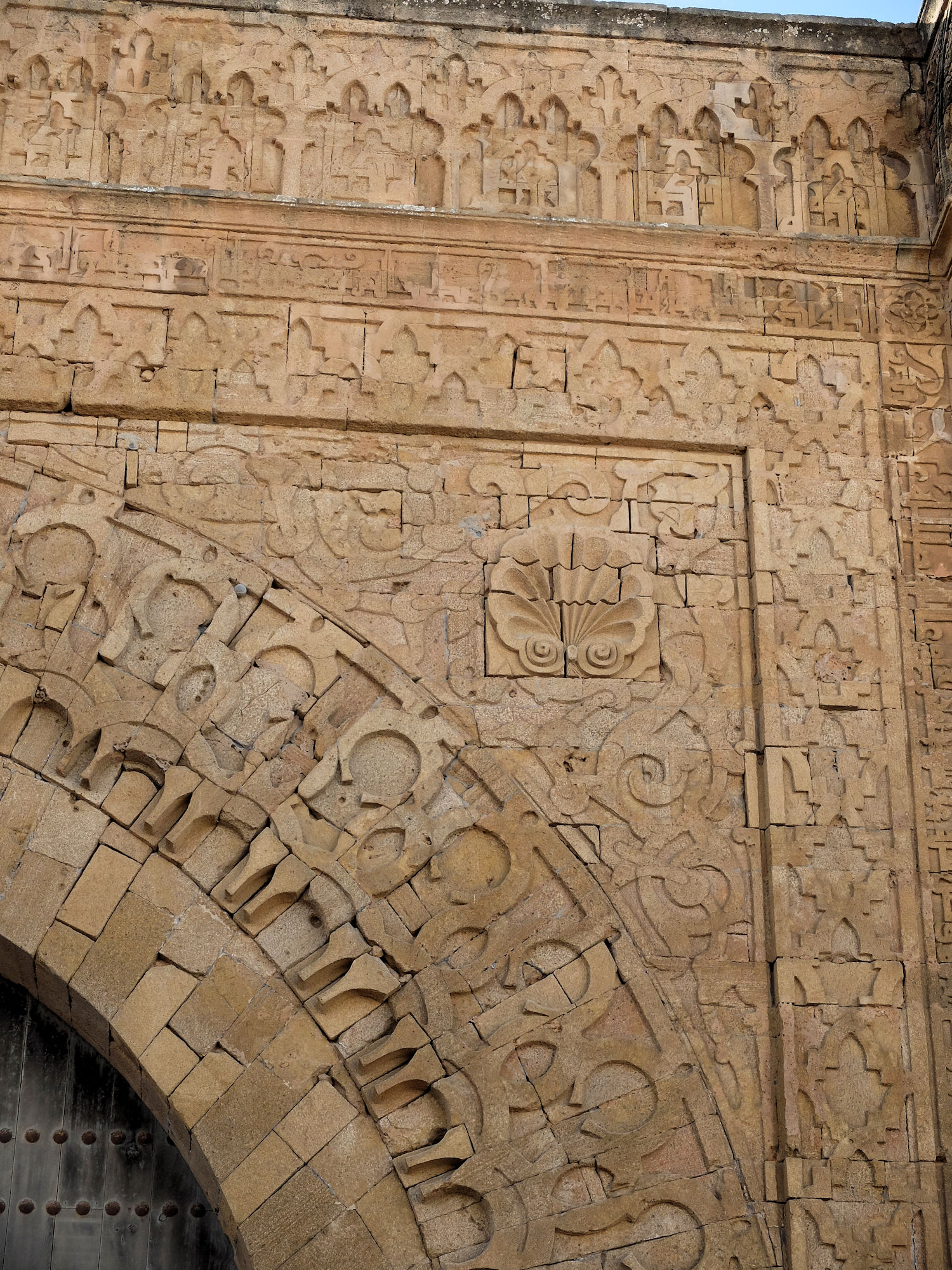
تفاصيل الواجهة الداخلية للبوابة